# 龍鳳掛麵

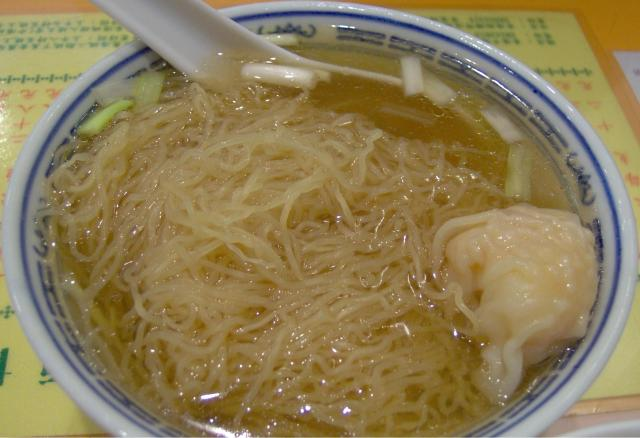

龍鳳掛麵亦称龙须凤尾贡麵，是中国河北省故城县特色食品，起源于明朝，为故城镇齐氏始创。龙凤挂面由手工制作，面条匀净细长，色白微青，柔韧而晶亮，条细如鬚而根根空芯；耐煮、汤清，剩麵回锅仍如新麵；味厚、细软、有口劲；面条吸水，一箸挑起，碗内无水，放下，仍清汤满碗。其为历代宫廷贡品，被清朝皇宫命名为龙须凤尾贡麵。1900年在天津“九国博览会”评比中获得铜牌。